# Wohlfahrtiimonas
El género Wohlfahrtiimonas engloba bacterias gramnegativas de la clase Gammaproteobacteria, perteneciente al phyllum Pseudomonadota. No se encuadran dentro de ningún orden o familia, pues son de reciente descubrimiento.